# Kanton Baraqueville-Sauveterre
Der Kanton Baraqueville-Sauveterre war bis 2015 ein französischer Wahlkreis im Département Aveyron und in der Region Midi-Pyrénées. Er umfasste zehn Gemeinden im Arrondissement Rodez; sein Hauptort (frz.: chef-lieu) war Baraqueville. Die landesweiten Änderungen in der Zusammensetzung der Kantone brachten im März 2015 seine Auflösung. Vertreter im conseil général des Départements war zuletzt von 2008 bis 2015 Didier Mai-Andrieu (DVG).

## Gemeinden
| Gemeinde               | Einwohner Jahr | Fläche km² | Bevölkerungsdichte | Postleitzahl | Code INSEE |
| ---------------------- | -------------- | ---------- | ------------------ | ------------ | ---------- |
| Boussac                | 534 (2013)     | –          | – Einw./km²        | 12160        | 12032      |
| Camboulazet            | 425 (2013)     | –          | – Einw./km²        | 12160        | 12045      |
| Baraqueville           | 3132 (2013)    | –          | – Einw./km²        | 12160        | 12056      |
| Castanet               | 535 (2013)     | –          | – Einw./km²        | 12240        | 12059      |
| Colombiès              | 927 (2013)     | –          | – Einw./km²        | 12240        | 12068      |
| Gramond                | 474 (2013)     | –          | – Einw./km²        | 12160        | 12113      |
| Manhac                 | 763 (2013)     | –          | – Einw./km²        | 12160        | 12137      |
| Moyrazès               | 1132 (2013)    | –          | – Einw./km²        | 12160        | 12162      |
| Pradinas               | 369 (2013)     | –          | – Einw./km²        | 12240        | 12189      |
| Sauveterre-de-Rouergue | 795 (2013)     | –          | – Einw./km²        | 12800        | 12262      |